# 機動防除隊

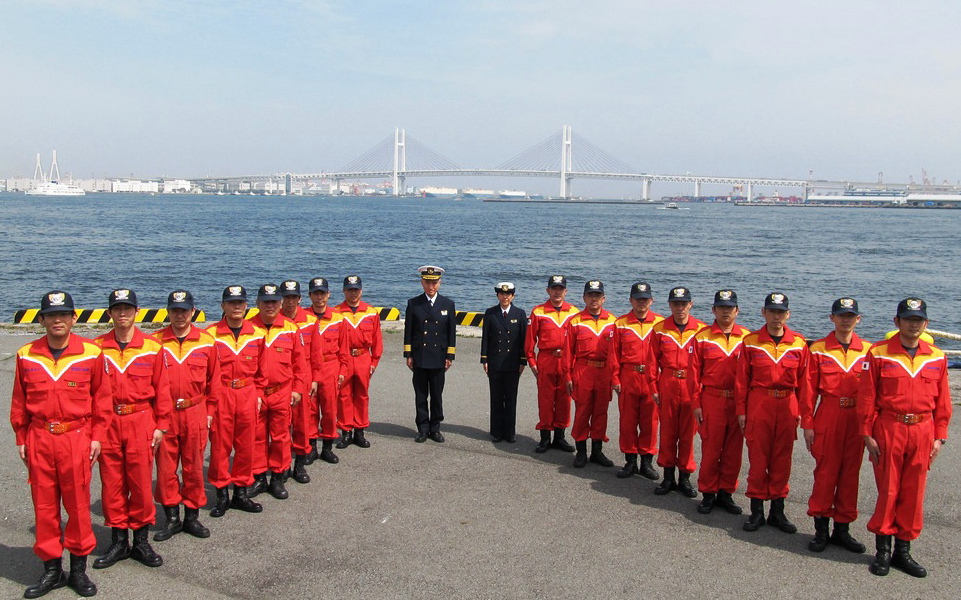
横浜機動防除基地で勢揃いした隊員。

機動防除隊（英語: National Strike Team, NST）は、海上保安庁において、石油流出や危険・有害物質（NHS）漏洩などの海上災害に対処する専門部隊。直接の防除作業に加えて、専門的な化学知識を活かした指導、助言及び調整役としても活躍する。

## 来歴
OPRC条約批准に伴って日本も海上防災体制の強化が求められたことから、1995年4月、アメリカ沿岸警備隊のNSF (National Strike Force) を参考に、第三管区海上保安本部警備救難部救難課の海上災害対策室に「機動防除隊」が発足した。当初は2隊8名（それぞれ主任防除措置官1名と防除措置官3名）体制であったが、発足から間もない1997年には、ダイヤモンド・グレースやナホトカ号といった石油流出事故が相次いで発生し、機動防除隊も出動した。
これらの実績が認められて、翌1998年4月には、機動防除隊を統括する事務所として横浜海上防災基地内に横浜機動防除基地が設置されるとともに、3隊12名に増隊された。また2007年には、OPRC条約HNS議定書の発効を受けて更に体制強化が図られて、4隊16名に増隊された。

## 編制
現在では、基地長をサポートする専門家として業務調整官、また調整係も配置されて、19名の体制となっている。実働部隊としては4個隊が設置されており、それぞれ隊長・副隊長および隊員2名で構成されている。人数が少ないため、基地での常駐待機は行っていないが、隊員は基地の近隣で生活することで、365日24時間対応可能な体制を整えている。出動する場合は、基地内に次の隊が入って情報収集などのサポートを行い、更なる出動が必要になった場合は更に次の隊が基地に入ってサポートにあたる。
横浜機動防除基地には防除のための資機材も備えられているが、個々の資機材の操作とともに、専門家としてのアドバイスが重要とされている。このこともあって、特殊救難隊と同様に、現場で階級を気にして正しい進言を躊躇しないよう、制服には階級章がない。また被害の拡大防止に続く原状復帰に向けて、関係諸機関や保険会社、海洋サルベージ業者などとの連絡調整も必要となることから、体力勝負の若手ではなく、10年以上の経験豊富な海上保安官が配属されている。
このように、本部隊は、卓越した身体能力と厳しい訓練というよりは、化学知識に特化した頭脳集団という面が強い。油や有害物質の専門知識を身につけるため、隊員の一部は、横浜国立大学の理工学部に1年間通学して、業務に必要な8科目16単位を修得する。また実務的な知識を買われて、特殊救難隊OBを始めとして潜水士経験者も多数在籍している。

## 活動史
累計出動件数は、2001年には100件、そして2012年には300件を数えている。
上記の通り、発足翌々年のダイヤモンド・グレースやナホトカといった石油流出事故に早速投入されている。2011年の東日本大震災対応では、被災地における油や有毒物質の防除作業のため、のべ122日間出動した。また2016年の熊本地震でも2隊が出動した。
2018年の石油タンカー・サーンチーの衝突事故の際には、奄美大島や沖縄諸島に漂着した燃料油とみられる油の処理へのアドバイスを行い、これは鹿児島県のマニュアルにも反映された。
2020年８月10日から23日まで、第４機動防除隊が、モーリシャス沖のわかしお座礁石油流出事故で流出した重油の拡散防止などの助言活動を実施。宇宙航空研究開発機構（JAXA）から提供された衛星画像により、重油の漂着状況を分析したり、回収した重油処理の実演を行った。